# Sint-Janskerk (Brugge)

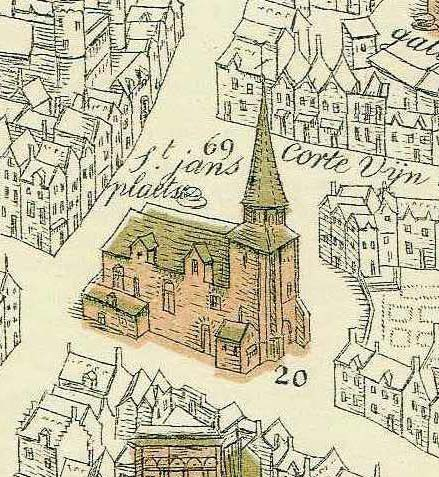
Sint-Janskerk op de kaart van Marcus Gerards

De Sint-Janskerk in Brugge ontstond in de twaalfde of ten laatste in de dertiende eeuw en verdween in 1786.

## Geschiedenis
De kerk of grote kapel gewijd aan Johannes de Doper, ontstond op een steenworp van de Sint-Donaaskathedraal. Ze was gebouwd op grond die toebehoorde aan het Kanunnikse en derhalve 'extraterritoriaal' was ten opzichte van de jurisdictie van de stad Brugge. De kerk was al gebouwd in 1200 en was als het ware het centrum van de stadswijk die het 'Sint Janssestendeel' heette.
De kerk werd als gebedshuis gebruikt door de Engelse natie, zolang die op het Sint-Jansplein was gevestigd. Van 1574 tot 1596 werd de kerk gebruikt door de jezuïeten, toen ze zich in het nabijgelegen huis De Lecke vestigden. Van 1578 tot 1584, onder de protestantse republiek, werd de kerk gebruikt als protestantse tempel. De kerk was ook een drukbezochte bedevaartsplaats.
In 1611 stortte de toren van deze kerk in en dit was een gelegenheid om een volledig nieuwe en kleinere kerk te bouwen. Het nut van dit gebedshuis daalde in de loop van de jaren en in 1786 werd ze afgebroken. In de plaats kwam het Sint-Jansplein tot stand, waarop in 1790-91 een hardstenen monumentale waterpomp werd geplaatst.
De Sint-Janskerk is bekend dankzij drie afbeeldingen:
- op het schilderij door Pieter Pourbus dat Anna de Buc, de echtgenote van Jan Fernaguut, voorstelt;
- op het schilderij toegeschreven aan Pieter Pourbus dat Filips Dominicle voorstelt;
- op de kaart van Marcus Gerards.